# Землетрус на острові Сумба (1977)
Землетрус на острові Сумба 1977 року (також землетрус Сумбава) стався приблизно за 290 км на південь від Біми, Сумбави, під Індійським океаном, 19 серпня 1977 року о 14:08 місцевого часу. Мав магнітуду 8 балів. Землетрус примітний тим, що мав незвично велику потужність при нормальному механізмі розлому.

## Землетрус
Трясіння сталося поблизу південної ділянки Зондської западини, де відбулося кілька інших землетрусів, що спричинили цунамі. На моменту удару землетрус був найпотужнішим серед зареєстрованих в Індонезії. Афтершоки вздовж лінії розлому відбувалися на відстані 130 км на схід та 110 км на захід від епіцентру. Виникло цунамі з висотою хвилі до 5,8 м та відстань затоплення до 1200 метрів у кількох місцях на Сумбі та Сумбаві.

## Жертви та збитки
Хоча збитки від землетрусу були обмежені Індонезією, як повідомлялося, рух землі відчувався аж до Олбані в Австралії, а в Порт-Гедленді ненадовго було припинено електропостачання. Загальна кількість жертв землетрусу та цунамі в Індонезії була щонайменше 107 підтверджених загиблих та ще декілька десятків зниклих безвісти, які вважаються мертвими; кілька джерел поєднують ці два показники, загальна кількість жертв становить приблизно 180 смертей та 1100 поранень.